# 巴沃納河
46°20′21″N 8°36′30″E / 46.33916°N 8.60844°E

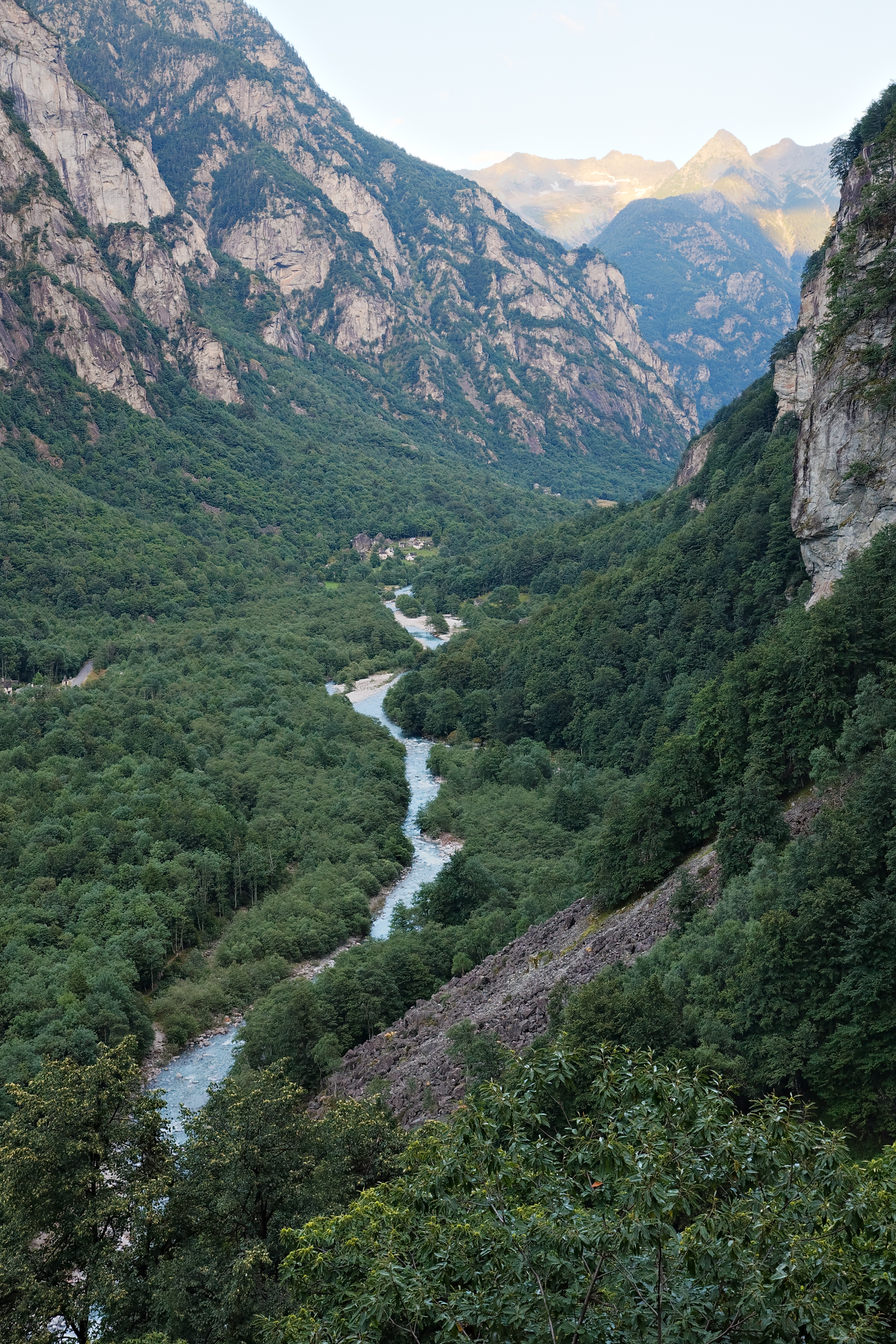

巴沃納河是瑞士的河流，位於該國南部，流經提契諾州，屬於馬賈河的右支流，河道全長19.2公里，流域面積121.3平方公里，河畔城鎮有切維奧。